# Eupithecia jinboi
Eupithecia jinboi (en japonés, ジンボカバナミシャク, polilla del pasto de trigo) es una especie de polilla de la familia Geometridae. La especie fue descrita por primera vez por Hiroshi Inoue habiendo sido descrita en 1976, con distribución en Japón. El holotipo de la especie fue descrita en el Monte Eboshi de la cordillera de Iide a aproximadamente 2018 metros (6620,7 pies) de altitud.
Es una polilla de tamaño mediano y de color marrón grisáceo. La planta alimenticia para las orugas es Cladothamnus bracteatus, un arbusto caducifolio y alpino originario del norte de Japón, de la familia de Ericaceae.

## Distribución
La especie ha sido confirmada en registros confirmados de las islas de Honshu y Kyūshū y la Región de Shikoku, prefecturas de Ishikawa, Toyama y Gifu.